# Сунженский казачий округ

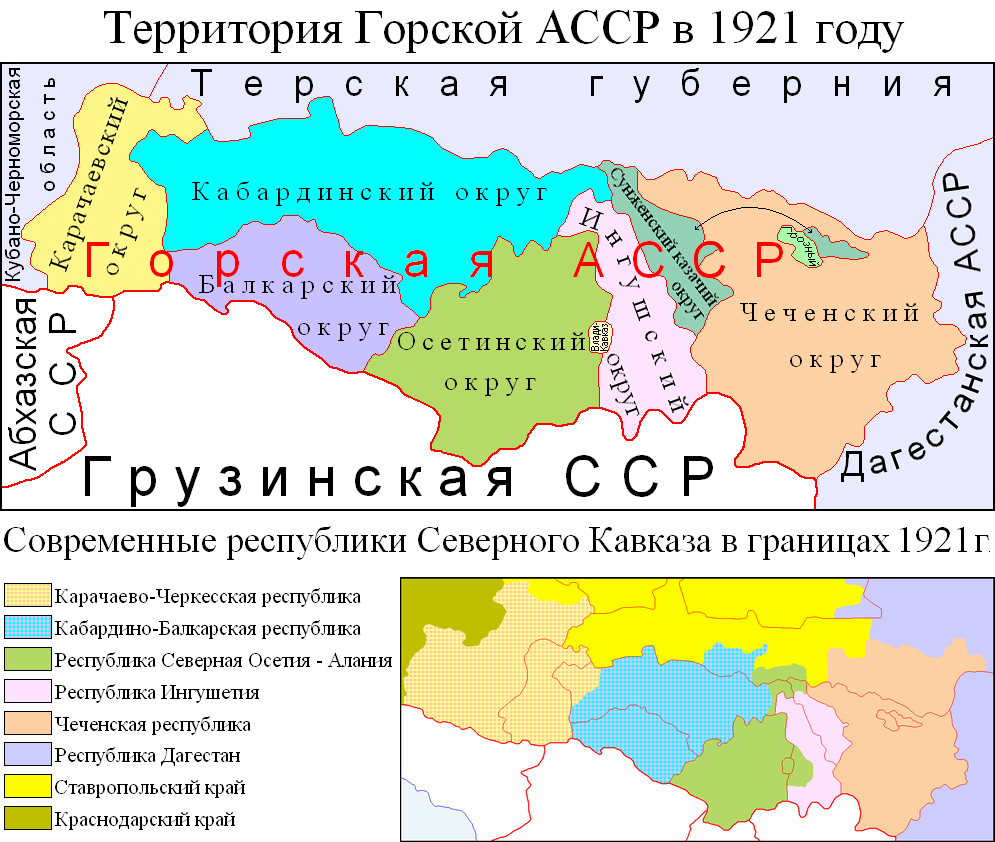
Карта Горской АССР

Су́нженский каза́чий о́круг — административно-территориальная единица СССР, существовавшая в 1921—1929 годах.
Административный центр — станица Слепцовская.

## История

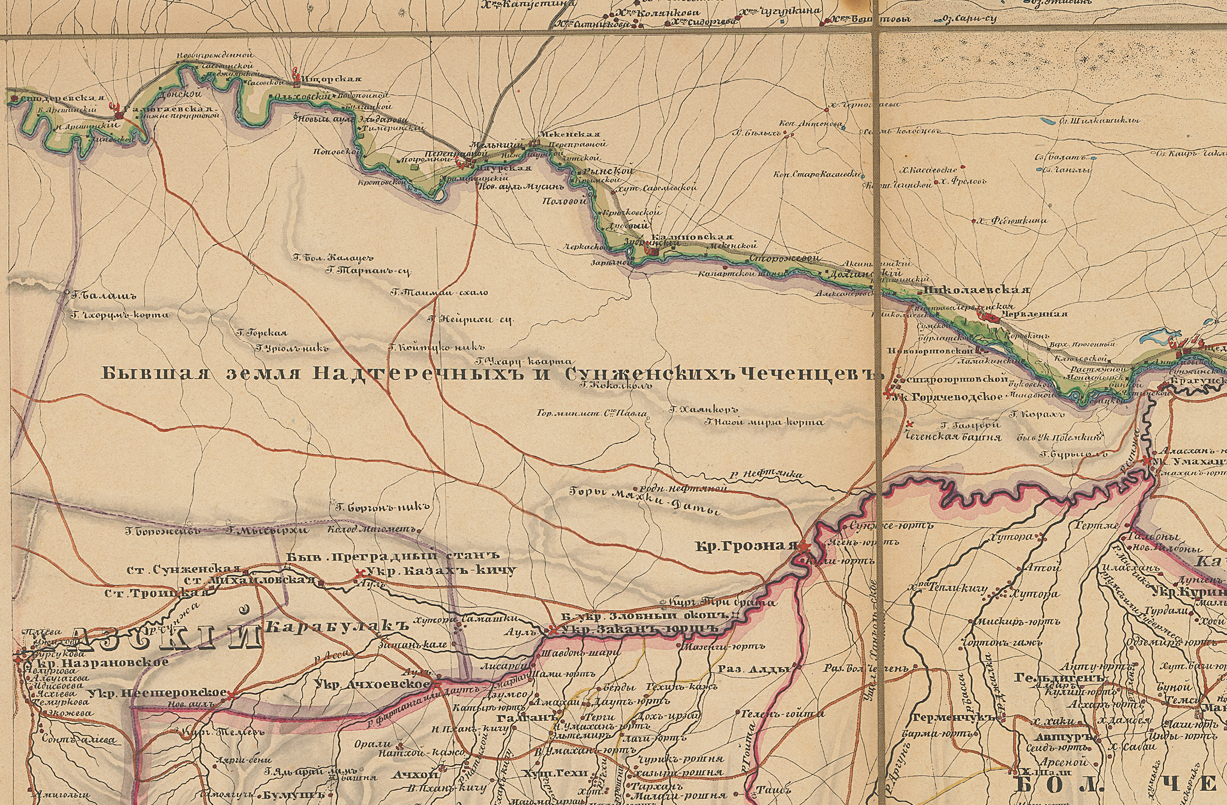
Бывшая земля Надтеречных и Сунженских чеченцев (1847 год)

В XVII веке твердо фиксируется переселение горных чеченских тайпов к реке Сунже. К середине этого столетия шибутские аулы приблизились к гребенским казачьим городкам, находившимся в гребнях между Тереком и Сунжей, на правобережье Терека.
Осенью 1921 года в составе Горской АССР появился 7-й округ – Сунженский казачий (Сунженский), выделенный из Чеченского национального округа. При расформировании Горской АССР в 1924 году получил статус отдельной административной единицы с правами губернии.
26 февраля 1925 года Сунженский округ был включен в состав Северо-Кавказского края.
В 1929 году казачий округ был упразднён. Станица Терская с хуторами Октябрьским, Майским, Предмостньм и Нижне-Бековичи включены в состав Моздокского района Терского округа. Остальные территории в составе станиц Слепцовской, Троицкой, Карабулакской, Нестеровской, Вознесенской и Ассинской с хуторами Давыденко, Акки-Юрт и Чемульга переданы в состав Сунженского округа Чеченской АО, где на его основе к 1931-1934 гг. был образован Сунженский район. Казаки были насильно выселены, их дома переданы чеченцам и ингушам, а станицы переименованы на местные языки. В настоящее время территорию бывшего округа занимают Серноводский район Чечни, Сунженский и Малгобекский районы Ингушетии и Моздокский район Северной Осетии.
В одном из актов о передаче земель полковник Нестеров предлагал объявить ингушам (назрановцам), что им будут выделены обширные и богатые земли на вечное пользование в знак благодарности от царя, так как чеченцы и кабардинцы, жившие до этого по Сунже и Тереку, ушли в горы, а их земли объявляются собственностью государства, которое впредь будет располагаться ими по своему усмотрению.

## Административное деление
Входил в Горскую АССР, затем в Северо-Кавказский край.
Делился на 2 района:
- Слепцовский — центр станица Слепцовская, сельсоветы:

1. Ассинский — ст. Ассинская
2. Давыденковский — х. Давыденко
3. Карабулакский — ст. Карабулакская
4. Нестеровский — ст. Нестеровская
5. Подчиненные окружному совету — х. Ганиев, х. Ини
6. Слепцовский — ст. Слепцовская, станция Слепцовская, пос. Слепцовский
7. Троицкий — ст. Троицкая
- Терский — центр станица Терская, сельсоветы:

1. Вознесенский — ст. Вознесенская, х. Аки-Юрт (Сунженская)
2. Нижне-Бековичский — х. Нижне-Бекович
3. Предмостный — х. Предмостный
4. Терский — ст. Терская

## Население
Численность населения — 34 875 человек (на 1926 год).
В национальном составе преобладали: русские — 31 202 (89,5 %), украинцы — 2 522 (7,2 %), ингуши — 301, чеченцы — 230, армяне — 140, грузины — 100.